# Soupisky hokejových reprezentací na MS 2019 (skupina A)
Mistrovství světa v ledním hokeji 2019 elit se zúčastnilo celkem 16 národních týmů. Každý tým musí mít na soupisce nejméně 15 bruslařů (útočníků a obránců) a dva brankáře, a nanejvýš 22 bruslařů a tři brankáře.
Tato základní skupina se odehrála v Košicích.

## Skupina A

### Soupiska kanadského týmu
- Soupiska na oficiálních webových stránkách [1]
- Hlavní trenér: Alain Vigneault nominoval na šampionát 2019 tyto hráče.
- Asistent trenéra:  Kirk Muller
- Asistent trenéra:  Lindy Ruff

| 4  | D | Dante Fabbro          | 20. června 1998 (ve věku 20 let)   | Nashville Predators   |
| 7  | F | Sean Couturier        | 7. prosince 1992 (ve věku 26 let)  | Philadelphia Flyers   |
| 14 | F | Adam Henrique         | 6. února 1990 (ve věku 29 let)     | Anaheim Ducks         |
| 16 | F | Jared McCann          | 31. května 1996 (ve věku 22 let)   | Pittsburgh Penguins   |
| 17 | F | Dylan Strome          | 7. března 1997 (ve věku 22 let)    | Chicago Blackhawks    |
| 19 | F | Kyle Turris –         | 14. srpna 1989 (ve věku 29 let)    | Nashville Predators   |
| 21 | F | Mathieu Joseph        | 9. února 1997 (ve věku 22 let)     | Tampa Bay Lightning   |
| 23 | F | Sam Reinhart          | 6. listopadu 1995 (ve věku 23 let) | Buffalo Sabres        |
| 25 | D | Darnell Nurse         | 4. února 1995 (ve věku 24 let)     | Edmonton Oilers       |
| 27 | D | Shea Theodore         | 3. srpna 1995 (ve věku 23 let)     | Vegas Golden Knights  |
| 28 | D | Damon Severson        | 7. srpna 1994 (ve věku 24 let)     | New Jersey Devils     |
| 29 | G | Mackenzie Blackwood   | 9. prosince 1996 (ve věku 22 let)  | New Jersey Devils     |
| 30 | G | Matt Murray           | 25. května 1994 (ve věku 24 let)   | Pittsburgh Penguins   |
| 31 | G | Carter Hart           | 13. srpna 1998 (ve věku 20 let)    | Philadelphia Flyers   |
| 39 | F | Anthony Mantha        | 16. září 1994 (ve věku 24 let)     | Detroit Red Wings     |
| 51 | D | Troy Stecher          | 7. dubna 1994 (ve věku 25 let)     | Vancouver Canucks     |
| 59 | F | Tyler Bertuzzi        | 24. února 1995 (ve věku 24 let)    | Detroit Red Wings     |
| 61 | F | Mark Stone            | 13. května 1992 (ve věku 26 let)   | Vegas Golden Knights  |
| 62 | D | Brandon Montour       | 11. dubna 1994 (ve věku 25 let)    | Buffalo Sabres        |
| 71 | F | Anthony Cirelli       | 15. července 1997 (ve věku 21 let) | Tampa Bay Lightning   |
| 72 | D | Thomas Chabot         | 30. ledna 1997 (ve věku 22 let)    | Ottawa Senators       |
| 81 | F | Jonathan Marchessault | 27. července 1990 (ve věku 28 let) | Vegas Golden Knights  |
| 5  | F | Philippe Myers        | 25. ledna 1997                     | Philadelphia Flyers   |
| 10 | F | Tyson Jost            | 14. července 1998                  | Colorado Avalanche    |
| 18 | F | Pierre-Luc Dubois     | 24. červen 1998                    | Columbus Blue Jackets |

### Soupiska amerického týmu
- Soupiska na oficiálních webových stránkách [2]
- Hlavní trenér: Jeff Blashill nominoval na šampionát 2019 tyto hráče.
- Asistent trenéra: Dan Blysma
- Asistent trenéra: John Hynes

| 35 | G | Cory Schneider     | 18. březen 1986 (ve věku 33 let)    | New Jersey Devils   |
| 30 | G | Thatcher Demko     | 8. prosinec 1995 (ve věku 23 let)   | Vancouver Canucks   |
| 8  | O | Adam Fox           | 17. února 1998 (ve věku 21 let)     | Harvard University  |
| 55 | O | Noah Hanifin       | 25. leden 1997 (ve věku 22 let)     | Calgary Flames      |
| 6  | O | Quinn Hughes       | 14. října 1999 (ve věku 19 let)     | Vancouver Canucks   |
| 27 | O | Alec Martinez      | 26. července 1987 (ve věku 31 let)  | Los Angeles Kings   |
| 76 | O | Brady Skjei        | 26. března 1994 (ve věku 25 let)    | New York Rangers    |
| 20 | O | Ryan Sutter        | 21. leden 1985 (ve věku 34 let)     | Minnesota Wild      |
| 86 | O | Christian Wolanin  | 17. březen 1995 (ve věku 24 let)    | Ottawa Senators     |
| 12 | Ú | Alex Debrincat     | 18. prosinec 1997 (ve věku 21 let)  | Chicago Blackhawks  |
| 9  | Ú | Jack Eichel        | 28. říjen 1996 (ve věku 22 let)     | Buffalo Sabres      |
| 13 | Ú | Johnny Gaudreau    | 13. srpna 1993 (ve věku 25 let)     | Calgary Flames      |
| 41 | Ú | Luke Glendening    | 28. dubna 1989 (ve věku 30 let)     | Detroit Red Wings   |
| 43 | Ú | Jack Hughes        | 14. května 2001 (ve věku 17 let)    | Usntdp              |
| 88 | Ú | Patrick Kane –     | 19. listopadu 1988 (ve věku 30 let) | Chicago Blackhawks  |
| 19 | Ú | Clayton Keller     | 29. červenec 1998 (ve věku 20 let)  | Arizona Coyotes     |
| 18 | Ú | Chris Kreider      | 30. dubna 1991 (ve věku 28 let)     | New York Rangers    |
| 21 | Ú | Dylan Larkin       | 30. července 1996 (ve věku 22 let)  | Detroit Red Wings   |
| 10 | Ú | Derek Ryan         | 29. prosince 1986 (ve věku 32 let)  | Calgary Flames      |
| 25 | Ú | James Van Riemsdyk | 4. květen 1989 (ve věku 30 let)     | Philadelphia Flyers |
| 72 | Ú | Frank Vatrano      | 14. března 1994 (ve věku 25 let)    | Florida Panthers    |
| 36 | Ú | Colin White        | 30. ledna 1997 (ve věku 22 let)     | Ottawa Senators     |
| 11 | Ú | Luke Kunin         |                                     | Minnesota Wild      |

### Soupiska finského týmu
- Soupiska na oficiálních webových stránkách [3]
- Hlavní trenér: Jukka Jalonen nominoval na šampionát 2019 tyto hráče.
- Asistent trenéra: Kari Lehtonen
- Asistent trenéra: Mikko Manner
- Asistent trenéra: Antti Pennanen

| 4  | D | Mikko Lehtonen        | 16. ledna 1994 (ve věku 25 let)    | HV71                |
| 7  | D | Oliwer Kaski          | 4. září 1995 (ve věku 23 let)      | Pelicans            |
| 12 | F | Marko Anttila –       | 27. května 1985 (ve věku 33 let)   | Jokerit             |
| 15 | F | Arttu Ilomäki         | 12. června 1991 (ve věku 27 let)   | Lukko Rauma         |
| 19 | F | Veli-Matti Savinainen | 5. ledna 1986 (ve věku 33 let)     | Kunlun Red Star     |
| 20 | F | Niko Ojamäki          | 17. června 1995 (ve věku 23 let)   | Tappara             |
| 21 | F | Juhani Tyrväinen      | 11. září 1990 (ve věku 28 let)     | HIFK Hockey         |
| 24 | F | Kaapo Kakko           | 13. února 2001 (ve věku 18 let)    | TPS Turku           |
| 25 | F | Toni Rajala           | 29. března 1991 (ve věku 28 let)   | EHC Biel            |
| 27 | F | Eetu Luostarinen      | 2. září 1998 (ve věku 20 let)      | KalPa               |
| 28 | D | Henri Jokiharju       | 17. června 1999 (ve věku 19 let)   | Chicago Blackhawks  |
| 30 | G | Kevin Lankinen        | 28. dubna 1995 (ve věku 24 let)    | Rockford IceHogs    |
| 35 | G | Veini Vehviläinen     | 13. února 1997 (ve věku 22 let)    | Oulun Kärpät        |
| 40 | D | Petteri Lindbohm      | 23 . září 1993 (ve věku 25 let)    | Lausanne HC         |
| 41 | F | Joel Kiviranta        | 23. března 1996 (ve věku 23 let)   | Vaasan Sport        |
| 45 | G | Jussi Olkinuora       | 4. listopadu 1990 (ve věku 28 let) | Pelicans            |
| 50 | D | Miika Koivisto        | 20. července 1990 (ve věku 28 let) | HK Dynamo Moskva    |
| 55 | D | Atte Ohtamaa          | 6. listopadu 1987 (ve věku 31 let) | Oulun Kärpät        |
| 58 | D | Jani Hakanpää         | 31. března 1992 (ve věku 27 let)   | Oulun Kärpät        |
| 65 | F | Sakari Manninen       | 10. února 1992 (ve věku 27 let)    | Jokerit             |
| 70 | D | Niko Mikkola          | 27. dubna 1996 (ve věku 23 let)    | San Antonio Rampage |
| 71 | F | Kristian Kuusela      | 19. února 1983 (ve věku 36 let)    | Tappara             |
| 76 | F | Jere Sallinen         | 26. října 1990 (ve věku 28 let)    | Örebro HK           |
| 82 | F | Harri Pesonen         | 6. srpna 1988 (ve věku 30 let)     | SCL Tigers          |
| 91 | F | Juho Lammikko         | 29. ledna 1996 (ve věku 23 let)    | Florida Panthers    |

### Soupiska německého týmu
- Soupiska na oficiálních webových stránkách [4]
- Hlavní trenér: Toni Söderholm nominoval na šampionát 2019 tyto hráče.
- Asistent trenéra: Patrick Dallaire
- Asistent trenéra: Cory Murphy
- Asistent trenéra: Steven Reinprecht

| 2  | D | Denis Reul           | 29. června 1989 (29 let)    | Adler Mannheim             |
| 5  | D | Korbinian Holzer     | 16. února 1988 (31 let)     | Anaheim Ducks              |
| 11 | D | Marco Nowak          | 23. července 1990 (28 let)  | Düsseldorfer EG            |
| 15 | F | Stefan Loibl         | 24. června 1996 (22 let)    | Straubing Tigers           |
| 19 | D | Benedikt Schopper    | 18. února 1985 (34 let)     | Straubing Tigers           |
| 22 | F | Matthias Plachta     | 16. května 1991 (27 let)    | Adler Mannheim             |
| 28 | F | Frank Mauer          | 12. dubna 1988 (31 let)     | EHC Red Bull München       |
| 29 | F | Leon Draisaitl       | 27. října 1995 (23 let)     | Edmonton Oilers            |
| 31 | G | Niklas Treutle       | 29. dubna 1991 (28 let)     | Nürnberg Ice Tigers        |
| 32 | G | Dustin Strahlmeier   | 17. května 1992 (26 let)    | Schwenninger Wild Wings    |
| 35 | G | Mathias Niederberger | 26. listopadu 1992 (26 let) | Düsseldorfer EG            |
| 36 | D | Yannic Seidenberg    | 11. ledna 1984 (35 let)     | EHC Red Bull München       |
| 41 | D | Jonas Müller         | 19. listopadu 1995 (23 let) | Eisbären Berlín            |
| 42 | F | Yasin Ehliz          | 30. prosince 1992 (26 let)  | EHC Red Bull München       |
| 43 | F | Gerrit Fauser        | 13. června 1989 (29 let)    | Grizzlys Wolfsburg         |
| 50 | F | Patrick Hager        | 8. září 1988 (30 let)       | EHC Red Bull München       |
| 53 | D | Moritz Seider        | 6. dubna 2001 (18 let)      | Adler Mannheim             |
| 54 | F | Lean Bergmann        | 4. října 1998 (20 let)      | Iserlohn Roosters          |
| 58 | F | Markus Eisenschmid   | 22. ledna 1995 (24 let)     | Adler Mannheim             |
| 65 | F | Marc Michaelis       | 2. července 1995 (23 let)   | Minnesota State University |
| 72 | F | Dominik Kahun        | 2. července 1995 (23 let)   | Chicago Blackhawks         |
| 83 | F | Leonhard Pföderl     | 1. září 1993 (25 let)       | Nürnberg Ice Tigers        |
| 91 | D | Moritz Müller –      | 19. listopadu 1986 (32 let) | Kölner Haie                |
| 92 | F | Marcel Noebels       | 14. března 1992 (27 let)    | Eisbären Berlín            |
| 95 | F | Frederik Tiffels     | 20. května 1995 (23 let)    | Kölner Haie                |

### Soupiska slovenského týmu
- Soupiska na oficiálních webových stránkách [5]
- Hlavní trenér: Craig Ramsay nominoval na šampionát 2019 tyto hráče.
- Asistent trenéra: Michal Handzuš
- Asistent trenéra: Róbert Petrovický
- Asistent trenéra: Andrej Podkonický

| 1  | G | Marek Čiliak     | 2. dubna 1990 (29 let)      | HC Kometa Brno                 |
| 2  | D | Andrej Sekera –  | 8. června 1986 (32 let)     | Edmonton Oilers                |
| 12 | F | Dávid Bondra     | 26. srpna 1992 (26 let)     | HK Poprad                      |
| 14 | F | Richard Pánik    | 7. února 1991 (28 let)      | Arizona Coyotes                |
| 16 | F | Róbert Lantoši   | 24. září 1995 (23 let)      | HK Nitra                       |
| 19 | F | Michal Krištof   | 11. října 1993 (25 let)     | Oulun Kärpät                   |
| 23 | F | Adam Liška       | 14. října 1999 (19 let)     | HC Slovan Bratislava           |
| 24 | F | Tomáš Zigo       | 11. dubna 1992 (27 let)     | HC ’05 iClinic Banská Bystrica |
| 27 | F | Ladislav Nagy    | 1. června 1979 (39 let)     | HC Košice                      |
| 28 | F | Marian Studenič  | 28. října 1995 (23 let)     | Binghamton Devils              |
| 30 | G | Denis Godla      | 10. dubna 1995 (24 let)     | KalPa                          |
| 42 | G | Patrik Rybár     | 9. listopadu 1993 (25 let)  | Grand Rapids Griffins          |
| 52 | D | Martin Marinčin  | 18. února 1992 (27 let)     | Toronto Maple Leafs            |
| 56 | F | Marko Daňo       | 30. listopadu 1994 (24 let) | Manitoba Moose                 |
| 64 | D | Patrik Koch      | 8. prosince 1996 (22 let)   | HC Košice                      |
| 65 | D | Michal Čajkovský | 6. května 1992 (27 let)     | HK Dynamo Moskva               |
| 6  | D | Martin Fehérváry | 6. října 1999 (19 let)      | HV71                           |
| 71 | D | Marek Ďaloga     | 10. dubna 1989 (30 let)     | Mora IK                        |
| 81 | D | Erik Černák      | 28. května 1997 (21 let)    | Tampa Bay Lightning            |
| 83 | D | Christián Jaroš  | 2. dubna 1996 (23 let)      | Ottawa Senators                |
| 90 | F | Tomáš Tatar      | 1. října 1990 (28 let)      | Montreal Canadiens             |
| 91 | F | Matúš Sukeľ      | 23. ledna 1996 (23 let)     | HC Slovan Bratislava           |
| 97 | F | Dávid Buc        | 22. ledna 1987 (32 let)     | HC Slovan Bratislava           |
|    | F | Libor Hudáček    | 7. září 1990 (28 let)       | Bílí Tygři Liberec             |
|    | F | Mário Lunter     | 20. června 1994 (24 let)    | HC ’05 iClinic Banská Bystrica |

### Soupiska dánského týmu
- Soupiska na oficiálních webových stránkách [6]
- Hlavní trenér: Heinz Ehlers nominoval na šampionát 2019 tyto hráče.
- Asistent trenéra:  Rikard Franzen
- Asistent trenéra:  Jens Nielsen
- Asistent trenéra:  John Fust

|  | G | Sebastian Dahm    | 28. února 1987 (ve věku 32 let)     | Iserlohn Roosters              |
|  | G | Patrick Galbraith | 3. listopadu 1986 (ve věku 32 let)  | SønderjyskE Ishockey           |
|  | G | Simon Nielsen     | 27. října 1986 (ve věku 32 let)     | Herning Blue Fox               |
|  | D | Phillip Brugisser | 7. srpna 1991 (ve věku 27 let)      | Krefeld Pinguine               |
|  | D | Matias Lassen     | 15. března 1996 (ve věku 23 let)    | Malmö Redhawks                 |
|  | D | Oliver Larsen     | 25. února 1998 (ve věku 21 let)     | IK Pantern                     |
|  | D | Stefan Lassen     | 1. listopadu 1995 (ve věku 25 let)  | Almtuna IS                     |
|  | D | Nicholas Jensen   | 8. dubna 1989 (ve věku 30 let)      | Fischtown Pinguins Bremerhaven |
|  | D | Oliver Lauridsen  | 24. března 1989 (ve věku 30 let)    | Jokerit                        |
|  | D | Markus Lauridsen  | 28. února 1991 (ve věku 28 let)     | HV71                           |
|  | D | Jesper Jensen     | 30. července 1991 (ve věku 27 let)  | Jokerit                        |
|  | F | Morten Madsen     | 16. ledna 1987 (ve věku 32 let)     | Timrå IK                       |
|  | F | Nicolai Meyer     | 21. července 1993 (ve věku 25 let)  | Södertälje SK                  |
|  | F | Nick Olesen       | 14. listopadu 1995 (ve věku 23 let) | IK Pantern                     |
|  | F | Nicklas Jensen    | 6. března 1993 (ve věku 26 let)     | Jokerit                        |
|  | F | Mikkel Bødker     | 16. prosince 1989 (ve věku 29 let)  | Ottawa Senators                |
|  | F | Peter Regin –     | 16. dubna 1986 (ve věku 33 let)     | Jokerit                        |
|  | F | Joachim Blichfeld | 17. července 1998 (ve věku 20 let)  | Portland Winterhawks           |
|  | F | Mathias Bau       | 7. března 1993 (ve věku 26 let)     | Hershey Bears                  |
|  | F | Frederik Storm    | 20. února 1989 (ve věku 30 let)     | Malmö Redhawks                 |
|  | F | Mathias From      | 16. listopadu 1997 (ve věku 21 let) | AIK Ishockey                   |
|  | F | Morten Poulsen    | 9. září 1988 (ve věku 30 let)       | Herning Blue Fox               |
|  | F | Jonas Røndbjerg   | 31. března 1999 (ve věku 20 let)    | Växjö Lakers HC                |
|  | F | Jesper Jensen     | 5. února 1987 (ve věku 32 let)      | Skellefteå AIK                 |
|  | F | Julian Jakobsen   | 11. dubna 1987 (ve věku 32 let)     | Aalborg Pirates                |

### Soupiska francouzského týmu
- Soupiska na oficiálních webových stránkách [7]
- Hlavní trenér: Philippe Bozon nominoval na šampionát 2019 tyto hráče.
- Asistent trenéra: Rene Matte
- Asistent trenéra: Yorick Treille

| 3  | D | Jonathan Janil        | 24. září 1987 (31 let)      | Boxers de Bordeaux            |
| 4  | D | Antonin Manavian      | 26. dubna 1987 (32 let)     | Brûleurs de Loups de Grenoble |
| 8  | D | Hugo Gallet           | 20. června 1997 (21 let)    | Boxers de Bordeaux            |
| 9  | F | Damien Fleury –       | 1. února 1986 (33 let)      | Brûleurs de Loups de Grenoble |
| 12 | F | Valentin Claireaux    | 5. dubna 1991 (28 let)      | Vaasan Sport                  |
| 13 | F | Peter Valier          | 27. července 1992 (26 let)  | Boxers de Bordeaux            |
| 20 | F | Eliot Berthon         | 27. dubna 1992 (27 let)     | Ženeva-Servette HC            |
| 22 | F | Guillaume Leclerc     | 20. února 1996 (23 let)     | Brûleurs de Loups de Grenoble |
| 25 | F | Nicolas Ritz          | 26. února 1992 (27 let)     | Rouen Hockey Élite 76         |
| 35 | G | Henri-Corentin Buysse | 18. března 1988 (31 let)    | Gothiques d'Amiens            |
| 37 | G | Sebastian Ylönen      | 3. července 1991 (27 let)   | Anglet Hormadi Élite          |
| 38 | D | Pierre Crinon         | 2. srpna 1995 (23 let)      | Rapaces de Gap                |
| 44 | D | Olivier Dame-Malka    | 30. května 1990 (28 let)    | Nice hockey Côte d'Azur       |
| 49 | G | Florian Hardy         | 8. února 1985 (34 let)      | Ducs d'Angers                 |
| 61 | F | Cédric Di Dio Balsamo | 27. března 1994 (25 let)    | LHC Les Lions                 |
| 62 | D | Florian Chakiachvili  | 18. března 1992 (27 let)    | Rouen Hockey Élite 76         |
| 71 | F | Anthony Guttig        | 30. října 1988 (30 let)     | Rouen Hockey Élite 76         |
| 72 | F | Jordann Perret        | 15. října 1994 (24 let)     | HC Dynamo Pardubice           |
| 74 | D | Thomas Thiry          | 9. září 1997 (21 let)       | EV Zug                        |
| 77 | F | Sacha Treille         | 6. listopadu 1987 (31 let)  | Brûleurs de Loups de Grenoble |
| 80 | F | Teddy Da Costa        | 1. února 1986 (33 let)      | Brûleurs de Loups de Grenoble |
| 81 | F | Anthony Rech          | 9. července 1992 (26 let)   | Schwenninger Wild Wings       |
| 82 | F | Charles Bertrand      | 5. února 1991 (28 let)      | Fribourg-Gottéron             |
| 84 | D | Kévin Hecquefeuille   | 20. listopadu 1984 (34 let) | Scorpions de Mulhouse         |
| 94 | F | Tim Bozon             | 24. března 1994 (25 let)    | Ženeva-Servette HC            |

### Soupiska britského týmu
- Soupiska na oficiálních webových stránkách [8]
- Hlavní trenér: Peter Russell nominoval na šampionát 2019 tyto hráče.
- Asistent trenéra: Adam Keefe
- Asistent trenéra: Corey Neilson

| 1  | G | Jackson Whistle     |               | Sheffield Steelers  |
| 2  | D | Travis Ehrhardt     |               | Manchester Storm    |
| 4  | D | Stephen Lee         |               | Nottingham Panthers |
| 5  | F | Ben Davies          |               | Guildford Flames    |
| 7  | F | Robert Lachowicz    |               | Nottingham Panthers |
| 8  | F | Matthew Myers       |               | Cardiff Devils      |
| 9  | F | Brett Perlini       |               | Nottingham Panthers |
| 10 | F | Robert Farmer       |               | Nottingham Panthers |
| 12 | F | Robert Dowd         |               | Sheffield Steelers  |
| 13 | D | David Phillips      |               | Sheffield Steelers  |
| 14 | F | Liam Kirk           | 3. ledna 2000 | Peterborough Petes  |
| 17 | D | Mark Richardson     |               | Cardiff Devils      |
| 18 | F | Ollie Betteridge    |               | Nottingham Panthers |
| 19 | F | Colin Shields       |               | Belfast Giants      |
| 20 | F | Jonathan Phillips – |               | Sheffield Steelers  |
| 21 | F | Mike Hammond        |               | Manchester Storm    |
| 23 | D | Paul Swindlehurst   |               | Belfast Giants      |
| 26 | D | Evan Mosey          |               | Cardiff Devils      |
| 27 | F | Luke Ferrara        |               | Coventry Blaze      |
| 28 | D | Ben O’Connor        |               | Sheffield Steelers  |
| 29 | G | Thomas Murdy        |               | Cardiff Devils      |
| 30 | G | Ben Bowns           |               | Cardiff Devils      |
| 54 | D | Tim Billingsley     |               | Nottingham Panthers |
| 91 | F | Ben Lake            |               | Coventry Blaze      |
|    | F | Joseph Lewis        |               | ESV Kaufbeuren      |